# 陈平华
陈平华（1955年10月—），湖北仙桃人，汉族。中国共产党党员。桂林电子科技大学计算机技术专业毕业。中国人民解放军中将。
原任41军123师政治委员，2005年任广西军区政治部主任，2007年任中国人民解放军广州军区第41集团军政治委员，2014年1月任成都军区副政委。2015年7月任第二炮兵副政委兼纪委书记，并晋升中将军衔。2015年12月31日，进入新成立的中国人民解放军火箭军首任领导班子，出任纪委书记。2018年12月，不再担任火箭军纪委书记。
2013年，当选第十二届全国人民代表大会解放军代表。2018年2月24日，当选为第十三届全国人大代表。